# Lichen Valley
Das Lichen Valley (englisch für Flechtental) ist ein 60 tiefes Tal an der Ingrid-Christensen-Küste des ostantarktischen Prinzessin-Elisabeth-Lands. In den Vestfoldbergen liegt es 1,25 km nördlich des Luncke Ridge.
Das Antarctic Names Committee of Australia benannte es nach der großen Zahl unterschiedlicher hier gefundener Flechtenarten.